# سيزار تابوردا
سيزار تابوردا (بالإسبانية: César Taborda)‏ هو لاعب كرة قدم أرجنتيني في مركز حراسة المرمى، ولد في 23 يناير 1984 في Villa Constitución ‏ في الأرجنتين. لعب مع إستوديانتيس دي لا بلاتا وتشاكاريتا جيونيورز وديفنسا خوستيكا ونادي أوهيجينس.

## وصلات خارجية
- سيزار تابوردا على موقع قاعدة بيانات كرة القدم.إي يو (الإنجليزية)
- سيزار تابوردا على موقع Soccerway.com (الإنجليزية)